# Naix-aux-Forges
Naix-aux-Forges – miejscowość i gmina we Francji, w regionie Grand Est, w departamencie Moza.
Według danych na rok 1990 gminę zamieszkiwało 200 osób, a gęstość zaludnienia wynosiła 32 osób/km² (wśród 2335 gmin Lotaryngii Naix-aux-Forges plasuje się na 845. miejscu pod względem liczby ludności, natomiast pod względem powierzchni na miejscu 900.).